# Parque Eduardo Guinle
O Parque Eduardo Guinle, também conhecido popularmente como Parque Guinle, é um parque público localizado no bairro de Laranjeiras, na Zona Sul da cidade do Rio de Janeiro, no Brasil.
Com uma área de aproximadamente 24.750 m², o seu acesso se dá pela rua Gago Coutinho.

## História

### Antecedentes
Primitivamente, a área do parque constituía os jardins do palacete de Eduardo Guinle (1846-1914), erguido na década de 1920. Foram projetados pelo paisagista francês Gérard Cochet, tendo, mais tarde, recebido algumas intervenções pontuais de Roberto Burle Marx.
As dependências do parque comportam o Conjunto Residencial do Parque Guinle que consiste de três edifícios residenciais projetados pelo arquiteto Lucio Costa e erguidos entre 1948 e 1954. Caracterizam-se pelos traços de uma arquitetura moderna e repleta de brasilidade, integrando a edificação ao meio-ambiente. O Jardim foi refeito nessa ocasião por Burle Marx. Tanto Burle Marx quanto Lucio Costa, receberam fortes influências do Modernismo e é possível observar esta particularidade nas composições dispostas no parque.
O projeto original de Lucio Costa incluía seis prédios dispostos de forma radial ao redor do parque, dos quais somente três foram construídos. O conjunto foi completado posteriormente por um prédio do escritório MMM Roberto.

### O parque em nossos dias
Atualmente, a mansão dos Guinle, conhecida como Palácio Laranjeiras, é a residência do Governador do Estado do Estado do Rio de Janeiro. Por esta razão, o parque é diuturnamente vigiado e os seus freqüentadores podem desfrutar de uma belíssima área verde, com relativa segurança.

## Atrativos

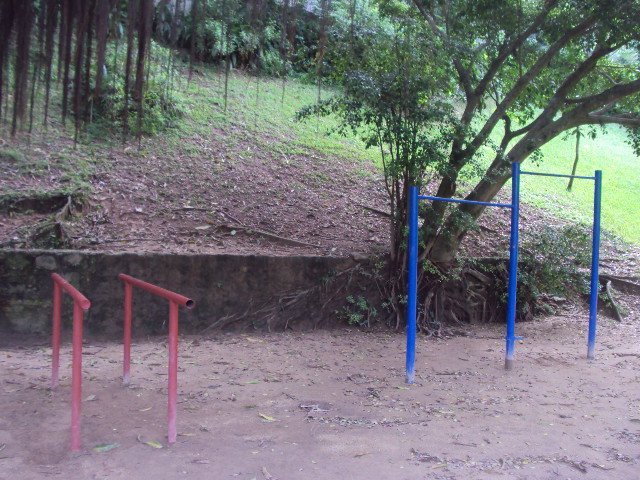
Equipamentos de ginástica do parque.

Situado num pequeno vale, no sopé do morro Nova Cintra, em Laranjeiras, apresenta-se sob a forma de um anfiteatro, tendo ao fundo um córrego e lagos artificiais, cercados por encostas em suave declive.
A primeira vista é o pórtico de acesso em granito que sustenta o portão em ferro fundido ladeado por duas estátuas de leão alado.
O conjunto foi inteiramente reformado pela Fundação Parques e Jardins.
O visitante encontra uma área para crianças, com balanço e gangorra, além de equipamentos para ginástica (barras paralelas e fixas, além de prancha abdominal).
O parque não dispõe de estacionamento, nem de churrasqueiras.
Por ter sido projetado por Lúcio Costa e seus jardins planejados pelo paisagista Burle Marx, o Parque Guinle tem uma grande semelhança com as superquadras do Plano Piloto de Brasília.